# Васловівська сільська рада
Васло́вівська сільська́ ра́да — адміністративно-територіальна одиниця та орган місцевого самоврядування в Заставнівському районі Чернівецької області. Адміністративний центр — село Васловівці.

## Загальні відомості
- Населення ради: 1 374 особи (станом на 2001 рік)

## Населені пункти
Сільській раді були підпорядковані населені пункти:
- с. Васловівці

## Склад ради
Рада складалася з 16 депутатів та голови.
- Голова ради: Китар Юрій Васильович
- Секретар ради: Підгорна Наталія Василівна

### Керівний склад попередніх скликань
| Прізвище, ім'я, по батькові | Основні відомості                                                 | Дата обрання | Дата звільнення |
| --------------------------- | ----------------------------------------------------------------- | ------------ | --------------- |
| Вінничук Михайло Юзефович   | Сільський голова, 1950 року народження, безпартійний              | 26.03.2006   | 31.10.2010      |
| Китар Юрій Васильович       | Сільський голова, 1958 року народження, освіта вища, безпартійний | 31.10.2010   |                 |

Примітка: таблиця складена за даними сайту Верховної Ради України

### Депутати
За результатами місцевих виборів 2010 року депутатами ради стали:

#### За суб'єктами висування
| Суб'єкт висування                                       | Кількість обраних депутатів | %    |
| ------------------------------------------------------- | --------------------------- | ---- |
| Самовисування                                           | 15                          | 93,8 |
| Політична партія Всеукраїнське об'єднання «Батьківщина» | 1                           | 6,3  |

#### За округами
| № округу                                                | Прізвище, ім'я, по батькові       | Дата визнання обраним | Освіта             | Партійна приналежність                        | Відомості про обраного депутата                                    |
| ------------------------------------------------------- | --------------------------------- | --------------------- | ------------------ | --------------------------------------------- | ------------------------------------------------------------------ |
| Політична партія Всеукраїнське об'єднання «Батьківщина» |                                   |                       |                    |                                               |                                                                    |
| 1                                                       | Підгорна Наталія Василівна        | 04.11.2010            | середня спеціальна | член Всеукраїнського об'єднання «Батьківщина» | Васловівська сільська рада, секретар                               |
| Самовисування                                           |                                   |                       |                    |                                               |                                                                    |
| 2                                                       | Вінничук Ольга Василівна          | 04.11.2010            | середня спеціальна | позапартійна                                  | Чернівецька рибоводна станція, бухгалтер                           |
| 3                                                       | Гринчук Галина Василівна          | 04.11.2010            | середня            | позапартійна                                  | Чернівецька дитяча установа, няня                                  |
| 4                                                       | Крештановіч Андрій Дмитрович      | 26.12.2010            | середня            | позапартійний                                 | Васловівський НВК, завгосп                                         |
| 5                                                       | Горбашевська Наталія Іванівна     | 04.11.2010            | вища               | позапартійна                                  | Васловівський навчально-виховний комплекс, вчитель географії       |
| 6                                                       | Басараба Оксана Василівна         | 04.11.2010            | вища               | позапартійна                                  | загальноосвітня школа № 37 м. Чернівці, вчитель української мови   |
| 7                                                       | Попович Марія Вікторівна          | 04.11.2010            | середня спеціальна | позапартійна                                  | Васловівська сільська рада, в.о. землевпорядника                   |
| 8                                                       | Романчук Марина Василівна         | 04.11.2010            | середня            | позапартійна                                  | Васловівська сільська рада, соціальний працівник                   |
| 9                                                       | Кодрян Іван Георгійович           | 04.11.2010            | середня спеціальна | позапартійний                                 | приватний підприємець                                              |
| 10                                                      | Вишиван Любов Дмитрівна           | 04.11.2010            | середня спеціальна | позапартійна                                  | тимчасово не працює                                                |
| 11                                                      | Голохоринський Степан Георгійович | 04.11.2010            | середня            | позапартійний                                 | будівельник м. Чернівці                                            |
| 12                                                      | Твердохліб Анастасія Тодорівна    | 04.11.2010            | середня спеціальна | позапартійна                                  | приватний підприємець с. Васловівці                                |
| 13                                                      | Тодосійчук Наталія Гергіївна      | 04.11.2010            | середня            | позапартійна                                  | тимчасово не працює                                                |
| 14                                                      | Буту Наталія Іванівна             | 04.11.2010            | середня            | позапартійна                                  | Васловівський навчально-виховний комплекс, няня                    |
| 15                                                      | Олексюк Лілія Дмитрівна           | 04.11.2010            | вища               | позапартійна                                  | Васловівський навчально-виховний комплекс, вчитель молодших класів |
| 16                                                      | Іванов Василь Петрович            | 04.11.2010            | середня спеціальна | позапартійний                                 | Чорнівське лісництво, лісничий                                     |

## Населення
Згідно з переписом УРСР 1989 року чисельність наявного населення сільської ради становила 1427 осіб, з яких 628 чоловіків та 799 жінок.
За переписом населення України 2001 року в сільській раді мешкали 1374 особи.

### Мова
Розподіл населення за рідною мовою за даними перепису 2001 року:
| Мова       | Відсоток |
| ---------- | -------- |
| українська | 99,85 %  |
| російська  | 0,15 %   |